# 경질자기

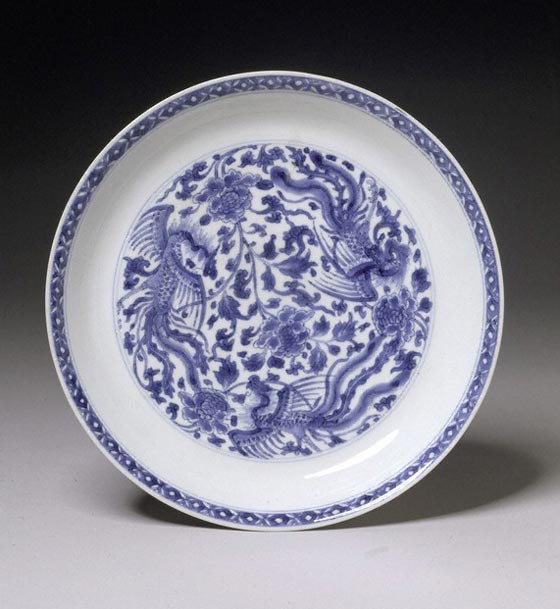
청대 자기, 빅토리아 앨버트 박물관 소장

경질자기(硬質瓷器, 硬質磁器, 영어: hard-paste porcelain)는 장석 백돈자와 고령토의 혼합물을 1400°C의 고온에 구워 만드는 세라믹 자기를 가리킨다. 중국에서 7~8세기에 만들어져 중국 도자기의 가장 일반적인 형태 중 하나가 되었다.
한국에서는 14세기 조선 초기부터 경질백자가 생산되기 시작했으며, 17세기부터 일본에서도 제조되었으나 다른 곳에서 제조되지 않아 고가로 거래되었다. 18세기 유럽에서 자기 생산에 적절한 고령석, 장석과 석영 광상이 발견되면서 공장제 대량생산이 시작되었다.
중국 자기를 모방하기 위해 유럽에서 골회를 사용한 본차이나와 1200°C의 비교적 저온에서 제조되는 연질자기가 만들어졌으며, 현대에 들어 연질자기는 중국을 포함한 세계 곳곳에서 경질자기의 많은 부분을 대체하고 있다.